# Аям

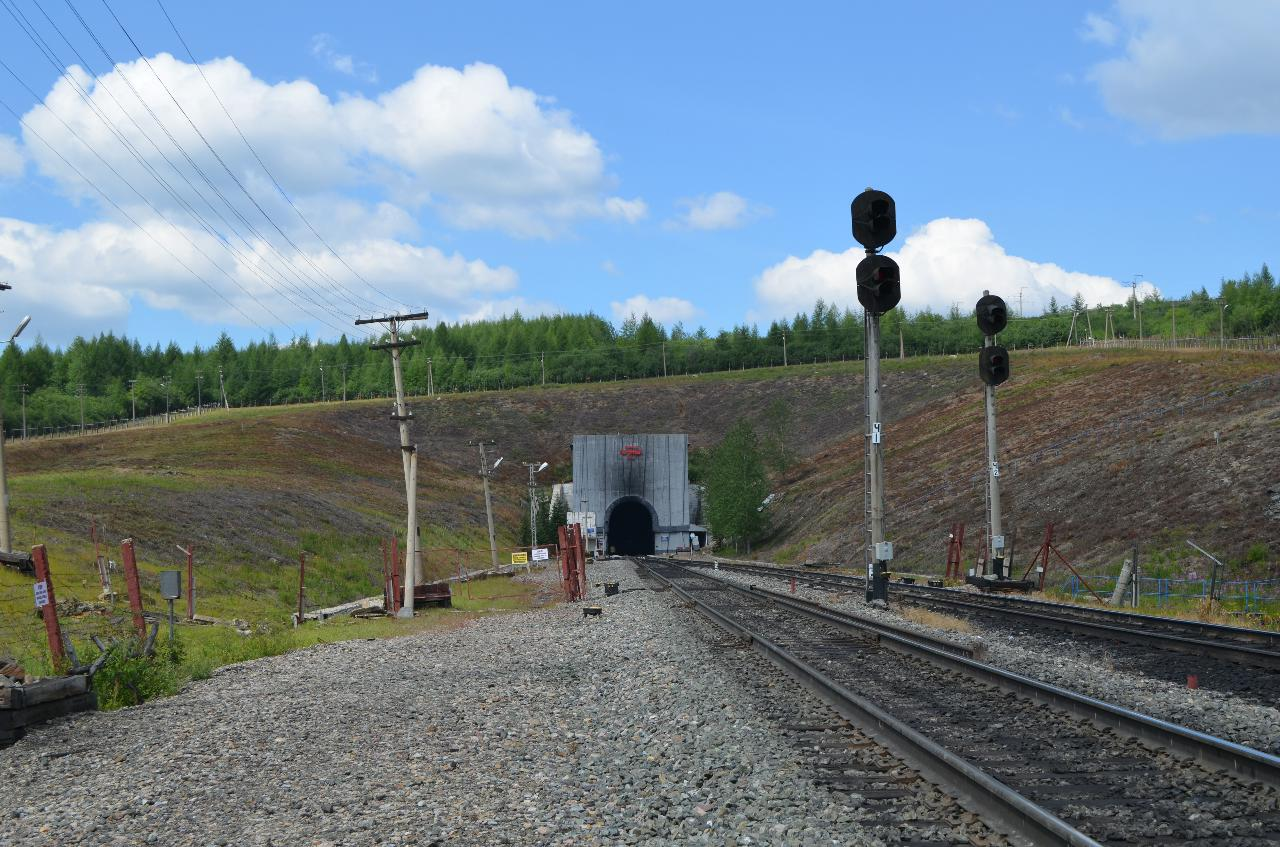

Аям (рос. Аям) — роз'їзд Тиндинського регіону Далекосхідної залізниці Росії, розташований на дільниці роз'їзд Бестужево — Нерюнгрі-Пасажирська між станціями Нагірна-Якутська (відстань — 20 км) і Золотинка (22 км). Відстань до рзд Бестужево — 113 км, до ст. Нерюнгрі-Пасажирська — 89 км; до транзитного пункту Тинда — 140 км.